# Těžba uhlí

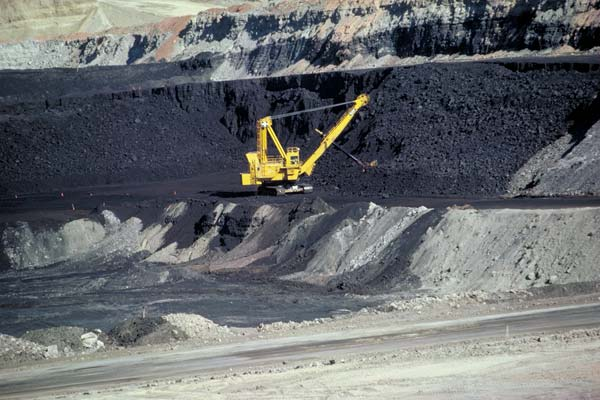
Povrchový důl ve Wyomingu v USA

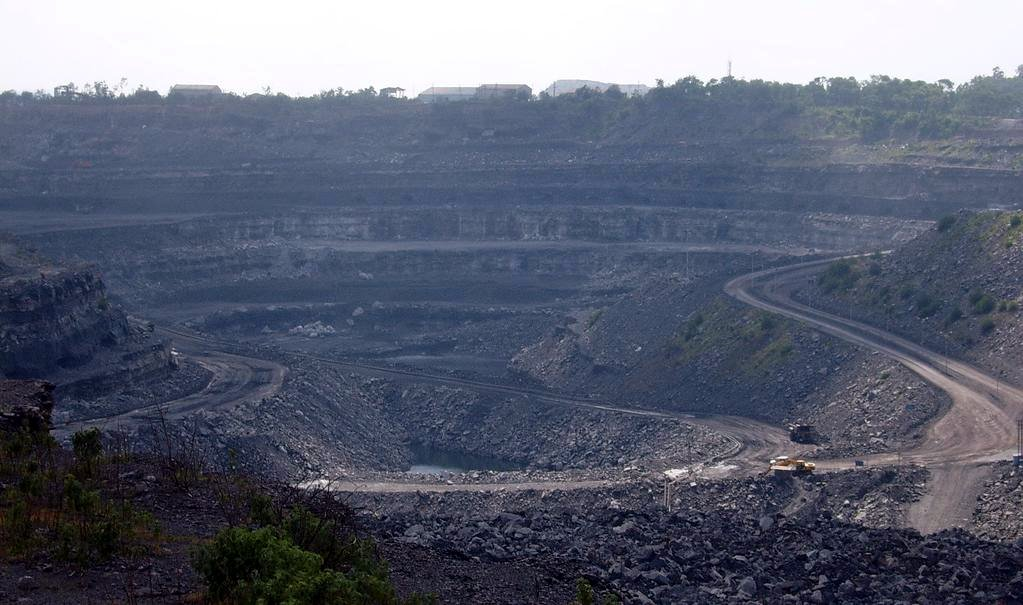
Povrchový důl v indickém Biháru

Těžba uhlí je proces získávání suroviny (uhlí) z svrchních vrstev zemské kůry.

## Dělení
Podle typu a způsobu získávání uhlí lze toto rozdělit na:
- těžbu hlubinnou
- dobývání hlubinné
- dobývání povrchové

## Historie
Uhlí se těžilo již ve starověku. Ovšem rozmach těžby od 18. století nastartuje průmyslovou revoluci.
V Německu těžba uhlí se začíná rozvíjet v 18. století v oblasti Porúří. V Polsku byl otevřen první stálý důl roku 1767 nedaleko města Jaworzno.
Za odborníka na těžbu uhlí byl považován mimo jiné George Bretz, jeho články a fotografie byly masově publikovány. Pořídil sbírku negativů na skleněných deskách z uhelného dolu Kohinoor v městečku Shenandoah v Pensylvánii asi v roce 1884 a jedná se o jedny z prvních fotografií s umělým osvětlením fotografované v podzemním dolu. Tyto fotografie byly vystaveny v roce 1884 na World Cotton Centennial v New Orleans a znovu v roce 1893 na světové výstavě World’s Columbian Exposition v Chicagu. Bretz je také známý svými fotografiemi členů hnutí Molly Maguires, radikálních horníků, kteří byli proti nekalým praktikám práce v uhelných dolech.
Ve 20. století například v Německu klesla produkce uhlí ze 150 miliónů tun v roce 1957 na pouhých 20 miliónů v roce 2006, avšak v Číně vzrostla několikanásobně.

## Galerie

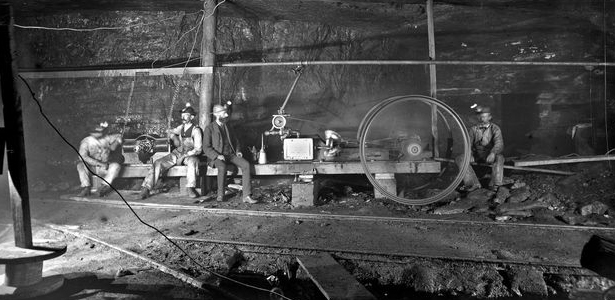
George Bretz: První fotografie horníků za použití umělého osvětlení, vpravo je dynamo sloužící k osvětlení podzemních prací v uhelném dolu Kohinoor, Pensylvánie, asi 1884